# Тэнзэрэ
Тэнзэрэ (азерб. Tənzərə) — распространённый в Нахичеванской Автономной Республике азербайджанский народный коллективный танец. В 2018 году яллы (кочари, тензэрэ), традиционные групповые танцы Нахичевана, были включены от Азербайджана в список ЮНЕСКО, нуждающихся в срочной охране.

## Этимология
Как отмечает азербайджанский фольклорист Апош Велиев, при исполнении танца женщинами, те надевают в основном золотые украшения (кольца, серьги, цепочки), демонстрируя красоту и изящество. С этим и связано название азербайджанской разновидности танца. «Тензэрэ» происходит от слов «тэн» (азерб. Tən) — половина и «зэр» (азерб. zər) — позолота, украшение, и означает «полу позолота, полу украшение». Искусствовед Рауф Бахманлы также отмечает, что название танца происходит от слов «тэн» — половина и «зэр»  — позолота, украшение. По словам Бахманлы, в прошлом женщины, выстроившиеся в яллы, носили вокруг воротников всевозможные драгоценности и украшения, а на талии носили золотые и серебряные пояса. По этой причине танец получил название «Тензэрэ».
Ссылаясь на свидетельства очевидцев, утверждавших, что раньше этот яллы исполняли очень богато одетые люди, в том числе женщины с многочисленными украшениями, выстраиваясь в ряд, лингвист-тюрколог Вагиф Асланов пишет, что название танца произошло от слов «гызыл тэн бэ тэн», то есть «золото поровну». Этого мнения придерживается и искусствовед Камал Гасанов, отмечая, что в прошлом этот танец исполняли женщины, носившие всевозможные роскошные золотые украшения — ожерелья, бусы, серьги, кольца и другие украшения.

## Исполнение танца
По словам музыковеда Фазили Набиевой, «Тензэрэ» исполняют мужчины и женщины. Участники держатся за мизинцы друг друга и вращаются против часовой стрелки. Во время выступления можно услышать их крики типа «не ной», «эй». Сам танец состоит из двух частей. В первой части участники выстраиваются полукругом и медленно двигаются. Во второй половине темп обостряется. Участники танца принимают форму круга, затем начинают вращаться вокруг музыкантов против часовой стрелки и располагаются в ряд, нарушая форму круга. Так танец заканчивается. «Тензэрэ» исполняется под аккомпанемент зурны и нагары. Его музыкальный размер — 2/4.
Фольклорист Апош Велиев отмечает, что танцоры исполняют танец «Тензэрэ», держась за мизинцы. В первой части танца исполнители идут на три шага вперёд и ударяют ноги об землю. После этого идут левой ногой вперёд и одно мгновение остаются на нём. Затем идут назад на три малых шага и уже во второй части танца продолжают действия первой но уже в быстром темпе.
Как отмечает искусствовед Агида Алекперова, танец представляет собой бессюжетный вид яллы, исполняющийся в основном на свадьбах и народных празднествах. Мелодия танца, согласно Алекперовой, очень яркая и легко запоминающаяся, а хореография танца вбирает в себя почти все наиболее употребительные и канонизировавшиеся плясовые фигуры яллы. По словам Алекперовой, хореографическую основу танца составляет схема «уч аяг», служащая центральным хореографическим элементом многих яллы. Относительная же плавность хореографического рисунка танца, согласно Алекперовой, связана с напевностью, песенным характером мелодического материала этого яллы.
На свадьбах и празднествах этот танец, будучи более «песенным» по сравнению с танцем «Кочари», исполняется в любое время увеселения, так как его хореография очень проста. Музыковед Байрам Гусейнли причисляет танец «Тензэрэ» к тем яллы, которые в общих чертах воспроизводят определённый настрой человека, в особенности героизм, веселье, молодость и ловкость.
Танец, наряду с другими видами яллы («Эл хавасы» , «Шарур» , «Дорд аягы» , «Нахичеван яллысы», «Газы-газы», «Кочари») исполнялся танцевальной группой «Яллы» из Ильичевского района, которая собирала все забытые песни и танцы «яллы», чтобы возродить их, и которым руководила народная артистка Азербайджанской ССР Амина Дильбази. Также танец исполнялся ансамблем «Шарур», являвшегося одним из ведущих самостоятельных коллективов Нахичеванской Автономной Республики.
В Азербайджане танец распространён по всей территории Нахичеванской Автономной Республики, в основном в сёлах Чарчибоган, Чомахтур и Диза Шарурского района. Наряду с танцем «Кочари», Тензэрэ также является одним из самых популярных и повсеместно исполняемых видов яллы.

## Нотные записи
В 1965 году музыковед Байрам Гусейнли опубликовал 25 образцов яллы в первой тетради сборника «Азербайджанские народные танцевальные мелодии». Эти образцы были собраны в Ордубадском, Шарурском и Шахбузском районах Нахичеванской Автономной Республики. Среди них были ордубадский и шарурский варианты танца «Тензэрэ». Оба записанных варианта основаны на ладе шур.
В 1990-х гг. музыковед Агида Алекперова, собиравшая и переложившая на ноты 22 образца танца яллы, распространенных на территории Нахичеванского региона, переложила на ноты также 11 вариантов танца «Тензэрэ».

Нотные записи
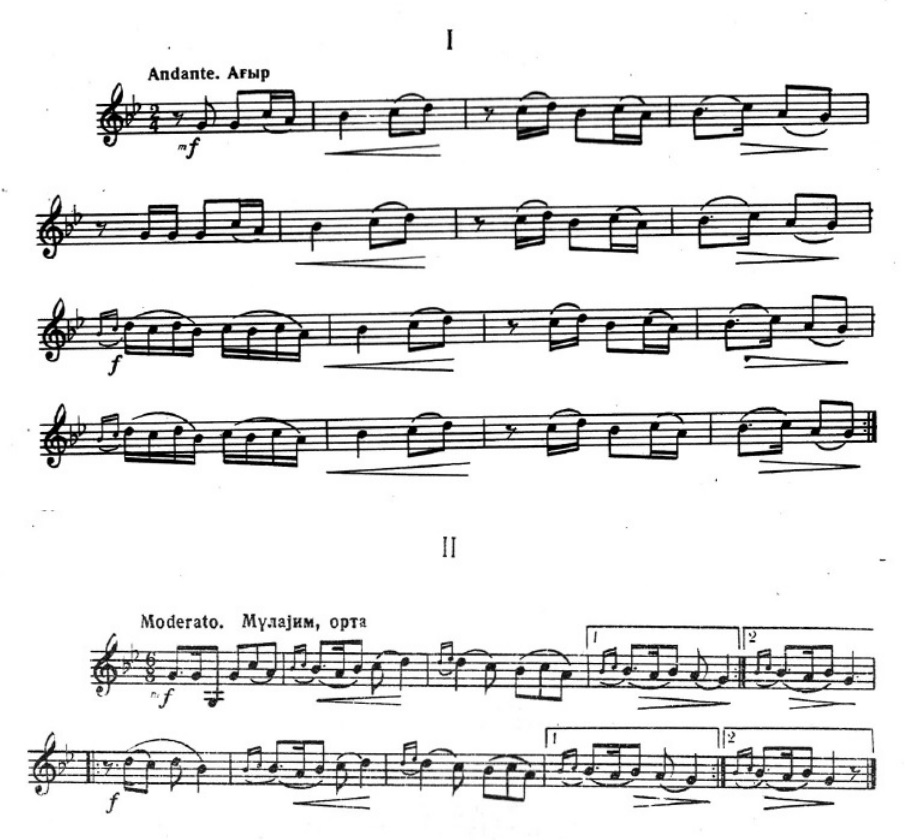
Ордубадского варианта танца
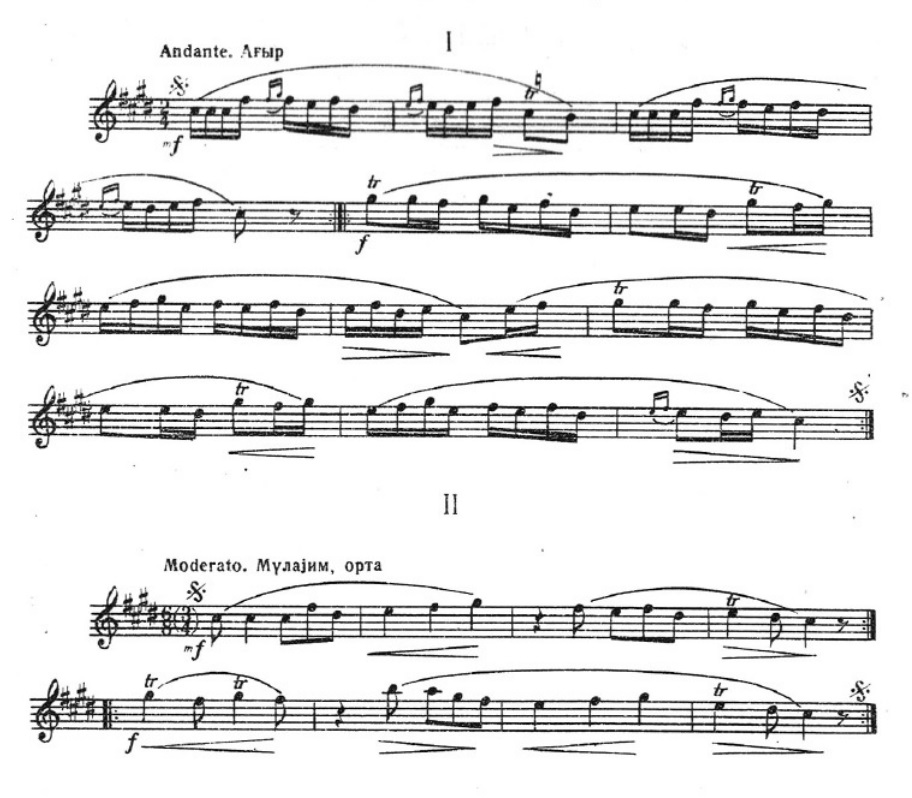
Шарурского варианта танца